# Айсё
Айсё (яп. 愛荘町 Айсё:-тё:) — посёлок в Японии, находящийся в уезде Эти префектуры Сига. Площадь посёлка составляет 37,95 км², население — 20 740 человек (1 июля 2014), плотность населения — 546,51 чел./км².

## Географическое положение
Посёлок расположен на острове Хонсю в префектуре Сига региона Кинки. С ним граничат города Хиконе, Хигасиоми и посёлки Тага, Кора, Тоёсато.

## Население
Население посёлка составляет 20 740 человек (1 июля 2014), а плотность — 546,51 чел./км². Изменение численности населения с 1980 по 2005 годы:
| 1980 | 17 034 чел. |  |
| 1985 | 17 085 чел. |  |
| 1990 | 17 036 чел. |  |
| 1995 | 17 856 чел. |  |
| 2000 | 18 992 чел. |  |
| 2005 | 19 729 чел. |  |

## Символика
Деревом посёлка считается клён, цветком — цветок сакуры.